# Was wäre wenn?
Was wäre wenn? (Originaltitel: Rixty Minutes) ist die achte Folge der ersten Staffel von Rick and Morty. Sie wurde am 17. März 2014 bei Adult Swim uraufgeführt. Die Episode wurde von Tom Kauffman und Justin Roiland geschrieben und von Bryan Newton und Pete Michels inszeniert. In der Episode, schauen Rick und Morty Kabelfernsehen aus anderen Dimensionen, während Jerry, Beth und Summer sich mit einer interdimensionalen Brille abwechseln. Die Episode wurde von rund 1,48 Millionen Zuschauern in den USA verfolgt.

## Handlung
Nachdem Rick seinen Ekel über die Qualität des modernen Fernsehens zum Ausdruck gebracht hat, ersetzt er die normale Kabelbox der Familie Smith durch ein Gerät, das es ihnen ermöglicht, verschiedene Shows über unendliche Realitäten hinweg zu sehen. Jede der Fernsehsendungen hat seltsame Eigenarten, die von subtil bis offensichtlich variieren, wie zum Beispiel eine Detektivshow, in der der Protagonist „Babybeine“ hat, oder eine Parodie auf Garfield namens „Gazorpazorpfield“, in der die Figuren (männliche Gazorpier) Arme aus dem Kopf wachsen haben. Rick springt durch die Kanäle, um die endlosen Möglichkeiten zu zeigen, bevor die Familie Jerry in einer Realität sieht, in der er ein berühmter Filmstar ist. Während der Rest der Familie über diese Entdeckung begeistert ist, regt sich Rick darüber auf und sagt, dass sie sich auf die falschen Dinge konzentrieren.
Als Jerry, Beth und Summer Rick bitten, ihnen ihr alternatives Leben zu zeigen, holt er eine interdimensionale Brille hervor, die es ihnen erlaubt, durch die Augen ihres alternativen Selbst zu sehen. Morty bleibt bei Rick und die beiden schauen sich weiterhin verschiedene Werbespots und Clips aus anderen Realitäten an.
Während Rick und Morty Interdimensionales Fernsehen schauen, sind Jerry, Beth und Summer in der Küche und wechseln sich mit der Brille ab. Jerry sieht sich selbst mit Johnny Depp Kokain nehmen, während Beth sich selbst an einer Person statt an einem Pferd operieren sieht. Während Jerry und Beth Realitäten finden, in denen sie ihre Träume verwirklichen, hat Summer Schwierigkeiten, andere Realitäten von ihr zu finden, außer für einen Moment der Familie, in der sie Yahtzee spielt. Jerry und Beth enthüllen Summer dann, dass sie eine ungewollte Schwangerschaft war und dass ihre Geburt sie daran hinderte, ihre Ziele zu erreichen. Das verärgert Summer zutiefst, und sie kündigt an, dass sie weglaufen will.
Nachdem Jerry und Beth gesehen haben, wie ihr Leben hätte sein können, wenn sie nicht verheiratet wären, entscheiden sie, dass es vielleicht besser wäre, die Zeit getrennt zu verbringen. Während Summer beginnt, ihre Koffer zu packen, versucht Morty sie zu trösten. Nachdem sie versucht, ihn wegzustoßen, zeigt Morty Summer die Gräber, die er in ihrem Hinterhof gegraben hat (aus der Folge „Rick Potion No. 9“). Er enthüllt die Wahrheit, dass der Morty aus ihrer Realität tot ist, und dass er in Wirklichkeit nicht ihr Bruder ist, sondern ein Bruder aus einer anderen Realität ist. Abschließend sagt er: „Niemand existiert absichtlich, niemand gehört irgendwo hin, jeder wird sterben.... Kommst du fernsehen?“ Summer willigt ein zu bleiben, und die beiden gehen wieder nach unten, um mit Rick und Jerry fernzusehen.
Der Fernseher im Wohnzimmer zeigt, dass Jerry einen Nervenzusammenbruch hat und einen Roller auf einer Autobahn fährt, während er von der Polizei verfolgt wird. Sie sehen zu, wie Jerry an der Türschwelle seines Gegenübers Beth ankommt und ihr sagt, dass er sein Leben hasst und es bedauert, ihre Beziehung nicht fortgeführt zu haben. Nachdem sie gesehen haben, wie wichtig ihre Beziehungen zueinander ist, stürzen sich Beth und Jerry wieder in die Arme, während Rick, Morty und Summer weiter fernsehen.
In der Post-Credit-Sequenz schaut sich die Familie Smith die Nachrichten in einer Hamster-in-Butt Welt an. Sie stellen Rick eine Vielzahl von Fragen über die Welt, bis er widerwillig ein Portal zur Welt erschafft, damit sie die Antworten selbst finden können. Die Familie Smith verbringt darauf einen Urlaub in der Hamster In Butt-Welt.

## Kritik
Rixty Minutes wurde seit seiner Veröffentlichung hoch gelobt und gilt seither als eine der besten Episoden der gesamten Serie. Matt Fowler von IGN gab der Episode eine 8,8 von 10 und sagte: „Es ist schon eine Weile her, dass eine Zeichentrickserie wirklich so unterhaltsam war wie diese – nicht um Humor für Fremdheit zu opfern, sondern um sie perfekt zu integrieren.“ Zack Handlen vom A.V. Club gab der Episode eine Eins und sagt: „Falls meine Kritik es nicht klar gemacht hat, hat mich diese Episode ziemlich umgehauen.“ Stacy Taylor von Geek Syndicate gab der Episode ein 5/5 und sagte, dass „Rixty Minutes, ohne einen Schatten eines Zweifels, so nah an perfekten 20 Minuten Fernsehen ist, wie ich denke, dass wir es jemals bekommen werden“. Den of Geek gab der Episode eine 3.5/5, wobei Joe Matar sagte, dass ein großer Teil der Episode "im Grunde das gleiche ist, was eine Menge der Episode in eine seltsame Sketch-Show verwandelt. Aber, wie bei allen Sketch-Shows (besonders bei improvisierten), wird die Ausgabe getroffen oder verfehlt.